# Pinkye Morris
Pinkye Morris é uma atriz, produtora e roteirista mexicana. Tornou-se mundialmente conhecida por seus trabalhos em La culpa e Azul.

## Filmografia
- Nuestra hora (2003)
- Manuel Alvarez Bravo: una mirada al siglo XX (2002)
- Cien años de Manuel Alvarez Bravo (2002)
- La casa en la playa (2000)
- La culpa (1996)
- Azul (1996)